# Wolfgang Grams
Wolfgang Werner Grams (né le 6 mars 1953 à Wiesbaden ; mort le 27 juin 1993 à Lübeck) est un terroriste allemand de la Fraction armée rouge. Il s'est suicidé à Bad Kleinen lors de son interpellation, après avoir assassiné un policier.

## Biographie
Werner et Ruth Grams, les parents de Wolfgang Grams sont des réfugiés de l'Est[pas clair]. Wolfgang Grams avait un frère prénommé Rainer.
Dans son enfance, Wolfgang Grams a pris des cours de violon ; on lui attribuait une oreille absolue. Il jouait de plus de la guitare et a été remplaçant au théâtre de Wiesbaden. Il exprimait alors le souhait de devenir agent forestier ou pasteur. Grams a été sensibilisé à la politique lors des manifestations contre la guerre du Viêt Nam. C'est alors qu'il a choisi d'être objecteur de conscience.

### Fraction armée rouge
Après l'arrestation du noyau de la première génération de la Fraction armée rouge en juin 1972 (Andreas Baader, Gudrun Ensslin, Ulrike Meinhof, Jan-Carl Raspe, Holger Meins), il a rejoint le groupe Sozialistischen Initiative Wiesbaden (Initiative socialiste de Wiesbaden). Plus tard, il s'est engagé dans la Rote Hilfe (Secours Rouge), groupe qui a aidé les membres de la Fraction armée rouge emprisonnés pendant leur grève de la faim en 1974. Ainsi Grams a rendu visite à certains d'entre eux, leur apportant un soutien et transmettant certains messages à l'extérieur. En 1984, il voulait « faire la guerre ».
En 1978, Willy Peter Stoll (de), un autre terroriste de la RAF, est tué par un agent de police ; on a trouvé sur lui des notes sur Wolfgang Grams. Il a été arrêté et est resté 153 jours en détention à Francfort. Après sa libération, il lui a été payé une récompense[pourquoi ?] de 10 marks par jour de détention. Plus tard Grams a rencontré Birgit Hogefeld. Ils ont emménagé dans un appartement. Hogefeld et Grams ont alors rejoint le groupe actif de Fraction Armée Rouge en 1984 et sont entrés dans la clandestinité.
En 1985, la police a découvert un refuge de la RAF à Tübingen et a relevé les empreintes digitales de Christoph Seidler, Barbara Meyer (de), Horst Ludwig Meyer, Thomas Simon, Eva Haule et Wolfgang Grams. Un avis de recherche concernant Grams et Hogefeld a été publié le 15 février 1987, dans le Tagesschau ».
À l'automne 1990,  Grams a rendu une dernière visite à ses parents dans le Taunus.
Le 27 juin 1993, elle et Grams sont arrêtés à la gare de Lübeck, ils commencent à tirer sur la police, Gram tue un officier de police nommé Michael Newrzella.

## Source
- (de) Cet article est partiellement ou en totalité issu de l’article de Wikipédia en allemand intitulé « Wolfgang Grams » (voir la liste des auteurs).